# Герб Каунаського повіту

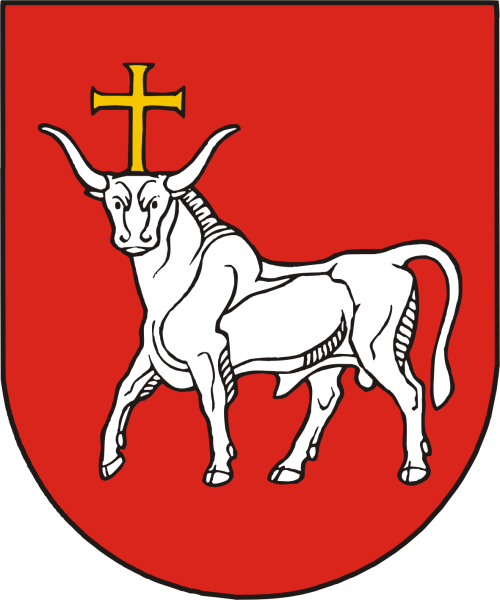
Герб Каунаса

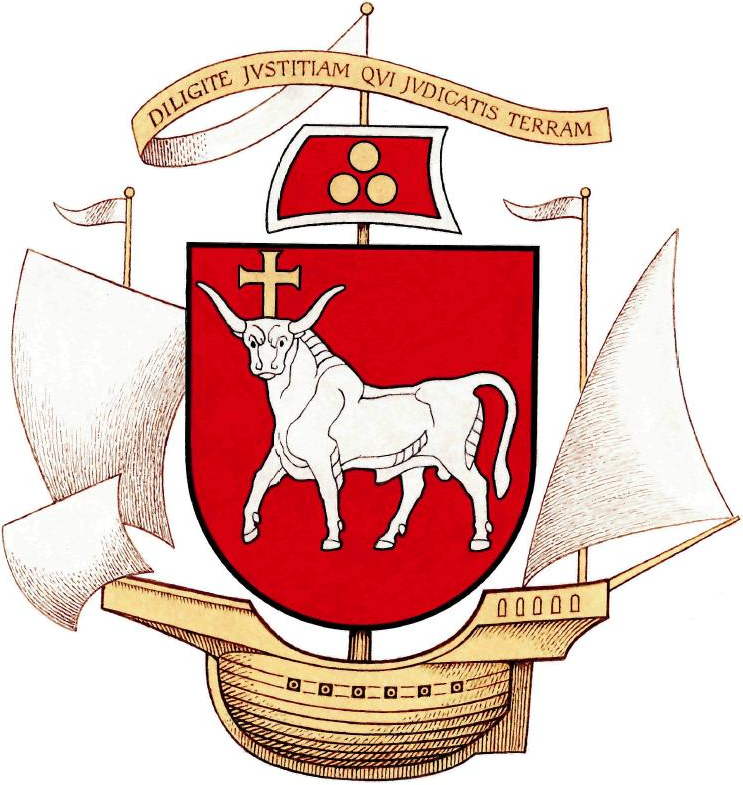
Великий герб Каунаса

Герб Ягеллонів

Герб Каунаського повіту (лит. Kauno apskritis herbas) — символ сучасного адміністративно-територіального утворення в Литовській Республіці Каунаського повіту. 

## Історія
Герб Каунаського повіту затверджено Декретом президента Литви за № 159 від 16 липня 2003 року.
Автор еталонного герба — художник Роландас Римкунас.

## Опис (блазон)
У червоному полі срібна голова тура анфас, із золотим хрестом поміж рогами; на синій облямівці десять золотих литовських подвійних хрестів.

## Зміст
Ковенський (Каунаський) повіт у XVI-XVIII століттях використовував печатки з зображенням литовської Погоні. Однак було вирішено розробити новий герб. Тур з хрестом поміж рогами фігурує на гербі міста Каунаса. Тому для нового символу повіту було обрано подібний мотив, залишивши лише голову тура з хрестом. Червоний колір означає боротьбу за свободу.
Синя облямівка з десятьма ягеллонськими хрестами (хрестами з чотирма раменами) — загальний елемент для гербів повітів Литви. Ягеллонський хрест символізує Литву, число 10 вказує на кількість повітів, золото в синьому полі — традиційні кольори ягеллонського хреста.